# Rattus baluensis
Rattus baluensis är en däggdjursart som först beskrevs av Thomas 1894.  Rattus baluensis ingår i släktet råttor, och familjen råttdjur. IUCN kategoriserar arten globalt som livskraftig. Inga underarter finns listade i Catalogue of Life.
Denna råtta förekommer på norra Borneo. Den vistas i bergstrakter kring Gunung Kinabalu mellan 1500 och 3800 meter över havet. Habitatet utgörs av fuktiga skogar och buskskogar.
Arten når en kroppslängd (huvud och bål) av 15,8 till 18,8 cm och en svanslängd av 17,5 till 20,5 cm. Bakfötterna är 3,0 till 3,5 cm långa. Den mjuka och täta pälsen på ovansidan har en brun färg med lite inslag av orange. Undersidans päls är ljus gråbrun vad som skiljer Rattus baluensis från Rattus korinchi som har endast ljusgrå päls på undersidan. Arten har ingen hårtofs vid svansens spets. Hos honor förekommer fem par spenar.
Bredvid Rattus baluensis förekommer med Rattus tiomanicus bara en annan inhemsk råtta på Borneo. Antagligen är båda arter systertaxon. Andra medlemmar av släktet som lever på ön blev introducerade.